# Réti imola
A réti imola (Centaurea jacea) növényfaj, melyet az őszirózsafélék (Asteraceae) családjának imola (Centaurea) nemzetségébe sorolnak. A 20. század elején piros imola néven is említették.

## Előfordulása
Észak-Ázsiában, a Kaukázusban és Európa nagy részén elterjedt. A kontinentális Európában szinte mindenütt előfordul, így például Magyarországon gyakori növényfaj, a Mediterráneumban azonban ritkább. Írországban nem, Angliában viszont honos.

## Jellemzői
Változatos megjelenésű lágyszárú, magassága 10 cm-től akár 1,5 m-ig is terjedhet. Évelő növény, elágazó gyöktörzsével vészeli át a telet. Rendszerint felálló, esetenként felemelkedő, szögletes, erős, kórós szára egyes példányoknál felül elágazik, ágas, másoknál el nem ágazó, egyszerű. Fészekvirágzatai a hajtás, illetve a kevés ág végén állnak, általában magánosan, a virágok júniustól októberig, helyenként novemberig nyílnak. A réti imola fészekvirágzatait gyakran látogatják meg rovarok.
Levelei kopaszak vagy érdesek, s a száron, illetve az ágakon egészen a virágzatok alapjáig megjelennek, váltakozó állásúak. Az alsó levelek nyelesek, lemezük széles-lándzsás, esetleg elliptikus vagy tojásdad alakú, a nyél felé elkeskenyedő, lehetnek teljesen épek vagy a levélváll közelében szárnyasan osztottak, a szélük ép vagy fogas, a csúcsuk tompa vagy alig hegyes. A középső és felső levelek ülők, lemezeik keskeny-lándzsás alakúak, de lehetnek kissé tojásdadok is, sosem tagoltak, csúcsuk hegyes.
A fészekvirágzat tojásdad-gömbded fészekörve 12–14 mm átmérőjű, azonban virágzáskor a kinyílt virágokkal 2–6 cm átmérőjű fészek jön létre. A fészekörv pikkelyei (a fészekpikkelyek) zöld színűek, felső részükön száraz, sötét- vagy halványbarna színű, 4 mm-nél nem nagyobb függelékkel díszítettek, s annyira fedelékesen helyezkednek el egymáshoz képest, hogy szinte csak a barna színű függelékek láthatók a fészekörvön. A belső fészekpikkelyek függelékei laposak, kerekdedek, hártyásak, épek vagy fogasak, és jól elkülönülnek a pikkelytől, a külső fészekpikkelyek függelékei pedig vagy szabálytalan nyalábokra hasadozottak vagy – a subsp. subjacea (Beck.) Hyl. alfaj esetén – szabályosan rojtosak. A fészekben sugárvirágok nem, hanem csak csöves virágok fordulnak elő, melyek aktinomorfak, forrt szirmúak és 5 cimpájúak az 5 bíbor, bíborlila, bíborvörös, vagy ritkán fehér színű sziromlevél összenövése miatt. A virágzat peremén levő virágok a belsőknél feltűnően nagyobbak (úgynevezett sugárzók), s ugyan meddők, de jelentős a szerepük a rovarok csalogatásában. A belső virágok az összeforrt sziromleveleken kívül az alsó állású magházzal és az azt körülvevő 5, érintéssel mozgásra ingerelhető porzólevéllel rendelkeznek. A portokok a fehér bibeszál körül csővé nőttek össze, s amikor a fészken mozgó rovar a porzószálhoz hozzáér, akkor a portokcsőből kilövell a virágpor, s a rovar testére tapad. Szürke vagy világosbarna színű, fényes kaszattermései legfeljebb 3 mm hosszúak és nincs bóbitájuk.
Megjelenésében hasonló a vastövű imolához (Centaurea scabiosa subsp. scabiosa), amelynek azonban a levelei szárnyasan szeldeltek.

## Élőhelye
A síksági vidékektől egészen az 1900 m-es tengerszint feletti magasságig, azaz alhavasi területekig megjelenik a napos helyeken. A félszáraz, illetve a váltakozva nedves és száraz, tápanyagban gazdag, humuszos, inkább lúgos kémhatású, meszes talajú területeken gyakori. Jobban kedveli a mélyebb rétegű, agyagos, vályogos talajokat, a nagyobb homoktartalmú és a tőzegtalajokon ritkább. Réteken, legelőkön, sovány gyepekben, törmelékes helyeken (pl. utak mentén, töltésekben), másodlagos gyepekben gyakori, de előfordul cserjésekben, száraz tölgyesek peremén, valamint mocsár- és lápréteken is.
Magyarországon elsősorban a Magyar-középhegységben és a Dunántúl dombságain gyakori, az alföldeken ritkább ugyan, de szórványosan jelen van az Alföldön (például a Duna- és a Dráva-völgyben, a Nyírségben, a Tisza mentén) és a Kisalföldön.
Általában többedmagával nő, tömeges elszaporodásával (főleg az egyszer kaszált hegyi réteken) kiszorítja a gyepképző növényeket, így a legelőkön, szénatermő területeken gyomnövényként tartják számon. Ráadásul a legelő patások általában nem kedvelik kemény, kevés tápanyagot nyújtó szára és viszonylag magas cseranyag-tartalma miatt, ezért a lelegelt legelőkön visszamarad. Ujvárosi Miklós gyomnövény-életformarendszerében a H5-ös életformájú növények kategóriájába, azaz a ferde gyöktörzsűek közé tartozik.

## Felhasználása
A rovarok, így a méhek is kedvelik, jó méhlegelőt nyújt.
Mária mennybemenetele ünnepén egyes helyeken virágcsokorba kötik, a csokrot pedig megszentelik.

## Képek
|  |  |  |  |